# China Taipéi en los Juegos Olímpicos de la Juventud 2018
China Taipéi compitió en los Juegos Olímpicos de la Juventud 2018 en Buenos Aires, Argentina desde el 6 de octubre al 18 de octubre de 2018.

## Medallas
|       | Medalla de oro | Medalla de plata | Medalla de bronce | Total |
| ----- | -------------- | ---------------- | ----------------- | ----- |
| TOTAL | 0              | 1                | 2                 | 3     |

## Medallistas
El equipo olímpico de China Taipéi obtuvo las siguientes medallas:
| Nombre                 | Deporte       | Competición                   |
| ---------------------- | ------------- | ----------------------------- |
| Oro                    |               |                               |
| Plata                  |               |                               |
| Lee Meng-en            | Taekwondo     | Más de 73Kg M                 |
| Bronce                 |               |                               |
| Lai Tzu-hsuan          | Piragüismo    | Kayak Slalom con Obstáculos F |
| Su Pei-Ling Lin Yun-Ju | Tenis de Mesa | Dobles X                      |

- Datos: Q47009583
- Multimedia: Chinese Taipei at the 2018 Summer Youth Olympics / Q47009583